# David Johnston
David Lloyd Johnston CC, CMM, COM, CD, FRSC(hon), (* 28. června 1941 Greater Sudbury, Ontario) je kanadský akademik, spisovatel a státník, bývalý Generální guvernér Kanady, v pořadí dvacátý osmý v této funkci.

## Studium a zaměstnání
Johnston se narodil a vyrůstal v provincii Ontario, zde studoval před nástupem na Harvardovu univerzitu a později na universitu v Cambridgi a královskou univerzitu. Po té nastoupil jako profesor na různých postech v Kanadě, později jako děkan na právech na University of Western Ontario, ředitel McGill University a prezident univerzity Waterloo.

## Generální guvernér Kanady
Generálním guvernérem Kanady byl jmenován 8. července 2010, jako generální guvernér Alžběty II., královny Kanady, na doporučení předsedy vlády Kanady Stephenem Harperem a stal se nástupcem Michaëlle Jeanové. Generálním guvernérem Kanady je od 1. října 2010, kdy složil přísahu. Úřad vykonával do 2. října 2017 kdy jeho nástupkyně Julie Payetteová složila přísahu a ujala se úřadu.

## Seznam hlavních děl
- Případy a materiály na podnikové finance a právo cenných papírů (1967).
- Počítače a právo (1968).
- Případy a materiály o právu společností (1969).
- Případy a materiály na právo cenných papírů (1971).
- Podnikatelská sdružení (1979).
- Kanadské Firmy a burzy (1980).
- Kanadské regulace cenných papírů (1982, 2003, 2006).
- Partnerství a Canadian Business Corporations, Vols. 1 a 2 (1983, 1989, 1992).
- Pokud jde Quebec... Skutečné náklady na oddělení (1995).
- Získání Kanada On-line: Porozumění informační dálnici (1995).
- Cyberlaw (1997).
- Komunikace v právu v Kanadě (2000).
- Halsburyho zákon Kanady (2007).